# Valschavieler Maderer

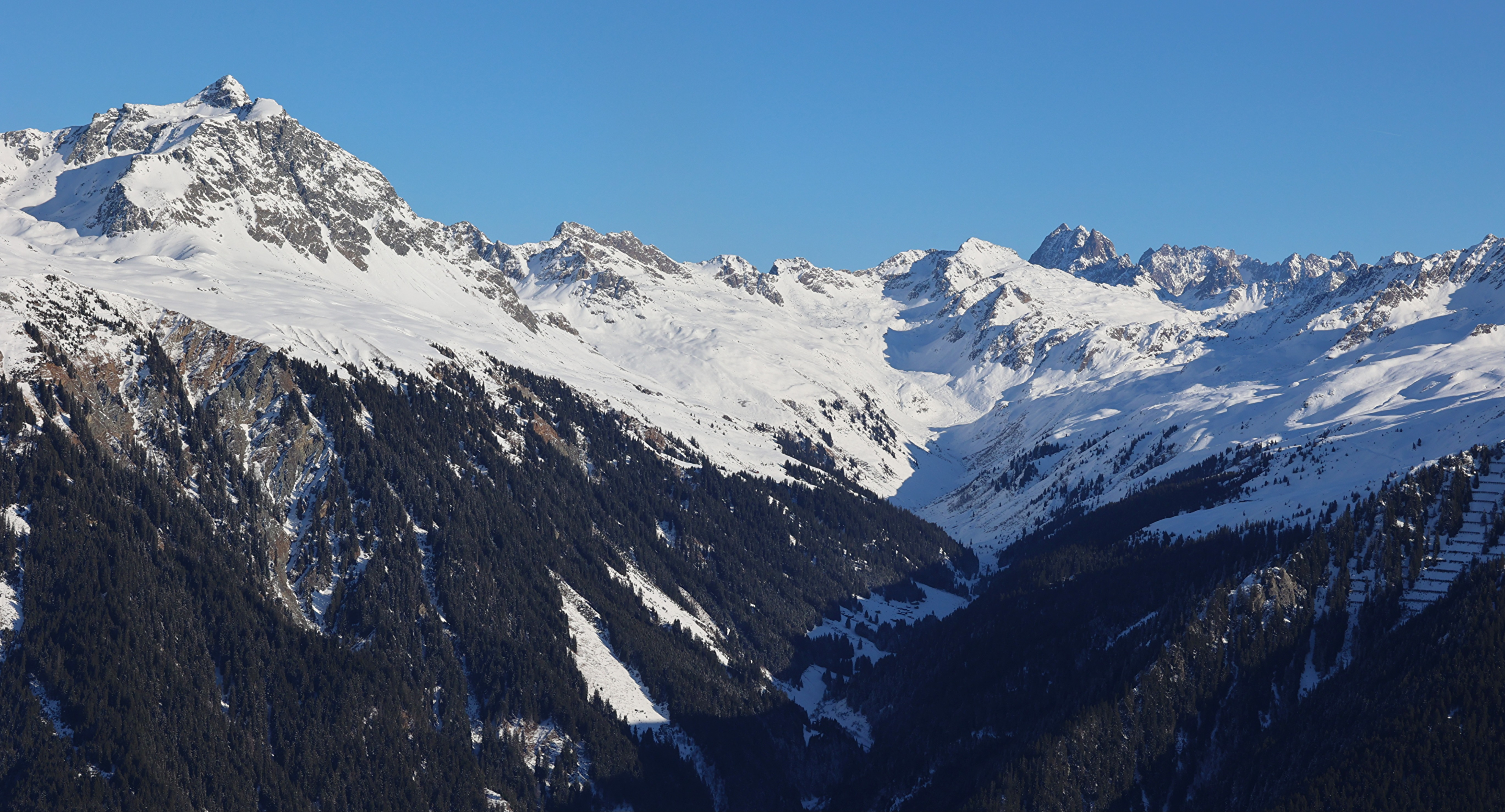
Valschavieler Maderer und Valschavieltal

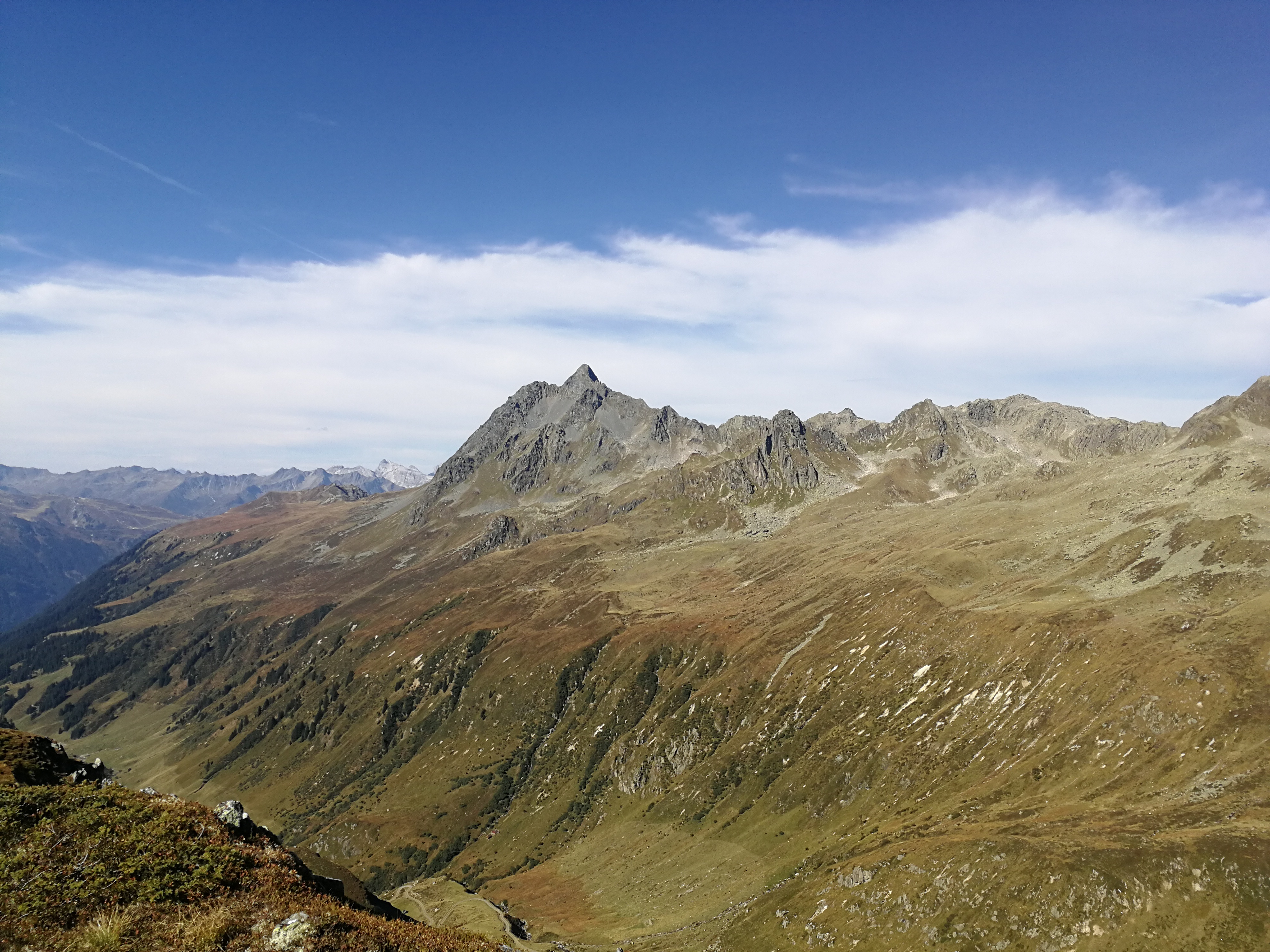
Valschavieler Maderer vom Gaschurner Winterjöchle aus

Der Valschavieler Maderer oder Madererspitz ist ein 2769 m hoher Berg im Verwall.

## Lage
Der Valschavieler Maderer ist der höchste und zentrale Berg des Madererkamms im Verwall, einer Gebirgsgruppe der Alpen. Er liegt in der Region Montafon zwischen dem Balbiertal, dem Valschavieltal und dem hinteren Silbertal.
Politisch liegt der Berg im österreichischen Bundesland Vorarlberg, an der Schnittstelle der drei Gemeinden St. Gallenkirch, Gaschurn und Silbertal.

## Umgebung

### Hinteres Silbertal
An der Nordflanke liegt ganz unten im hinteren Silbertal die Untere Dürrwaldalpe, oberhalb folgt der Dürrwald und dann die Obere Dürrwaldalpe mit dem Dürrwalder See und vielen weiteren Bergseen. Das gesamte Gebiet gehört zum Großraumbiotop Hinteres Silbertal und zur Weißzone Hinteres Silbertal.

### Valschaviel
Die Südostflanke fällt ins Valschavietal ab. Das Valschaviel ist mit über 26 km² die zweitgrößte aller 83 Weißzonen in Vorarlberg und zudem ein Großraumbiotop.

### Netza
Die Weißzone Netza mit der dortigen Alpe gehört zum Einzugsgebiet des Balbierbaches. Der hinterste oberste Teil des Tals ist das Maderertäli an der Westflanke des Maderers.

## Naturschutz
Der Berg liegt zentral im Europaschutzgebiet Verwall, es gibt hier keine Seilbahnen und kein Schigebiet. Westlich des Gipfels ist das Biotop Maderertäli, ein hochalpiner Biotopkomplex. Die Region ist ein wertvoller Rückzugsort für Wildtiere, hier gibt es beispielsweise noch Steinadler.

## Aufstieg
Der Normalweg führt vom Wormser Höhenweg über den Südwestgrat auf den Gipfel. Der Wegweiser beim Einstieg am Maderer Jöchli gibt "ungesicherter Steig 1 ¼ Std. ohne Markierung" an, die Bergtour wird mit Schwierigkeit T4+, Kletterstellen Schwierigkeit I angegeben. Der Aufstieg von St. Gallenkirch über die Alpe Netza dauert insgesamt laut Wegweiser 3 3/4 Stunden.